# Harkness Ballet
El Harkness Ballet fue una compañía de danza, fundada en Nueva York en 1964, por Rebekah Harkness.
Rebekah Harkness heredó la fortuna de su esposo, quien era dueño de acciones en las explotaciones de la compañía petrolera Standard Oil. Parte de este dinero lo invirtió en la compañía de ballet. Al principio Rebekah financió al Joffrey Ballet a través de la Fundación Harkness. Todos los pagos de la compañía eran soventados por la Fundación, desde el pago de los bailarines, hasta las producciones y giras. Rebekah pidió tener más participación en la toma de decisiones artísticas de la compañía y que la compañía pasara a llamarse Harkness en su honor. Robert Joffrey se negó a aceptar las exigencias de Rebekah y entonces la Fundación Harkness le retiró su apoyo económico. La ruptura definitiva fue en febrero de 1964 cuando el abogado de la Fundación Harkness viajó a Los Ángeles, donde el Joffrey Ballet estaba haciendo sus presentaciones, Robert Joffrey se encontraba ausente. El abogado anunció a todos los miembros de la compañía que ahora esta pasaría a llamarse Harkness Ballet y, que todos los bailarines serían absorbidos en esta nueva compañía o podían pedir la finalización de sus contratos. Muchos bailarines y maestros abandonaron el Joffrey Ballet y se fueron a la nueva compañía, que les ofrecía mejores salarios, trabajo estable, una plantilla de maestros y coreógrafos de primer nivel y la oportunidad de bailar en el extranjero.
El Harkness Ballet hizo su estreno en 1965, en Cannes, con George Skibine como director, Marjorie Tallchief como bailarina principal y un repertorio compuesto por trabajos de Alvin Ailey, George Skibine, Eric Bruhn, Brian Macdonald y Stuart Hodes. La compañía trabajó principalmente en el extranjero y tuvieron un éxito inmediato.
Su debut en Nueva York fue en 1967, bajo la dirección de Macdonald, seguido por Lawrence Rhodes en 1968 y Benjamin Harkarvy en 1969. En 1970, el Harkness Ballet se fusiona con la compañía juvenil del Harkness Ballet, que fue fundada en 1969, y que estaba dirigida por Ben Stevenson y posteriormente por Vicente Nebrada. 
En 1972, Rebekah compró un histórico teatro, el Teatro Colonial, construido en 1905 frente al Lincoln Center y cambió el nombre a The Harkness Theatre. El teatro fue completamente remodelado, se le instalaron pisos especiales para bailar y artista español Enrique Senis-Oliver pintó los murales del techo. Se inauguró en la temporada oficial de la compañía en 1974.
La compañía se disolvió en 1975 y muchos de sus bailarines fueron incorporados a distintas compañías en el mundo, entre ellas el Ballet Internacional de Caracas, bajo la dirección artística de Vicente Nebrada y Zhandra Rodríguez.
La Casa de las Artes del Harkness Ballet, una mansión de cuatro pisos en Upper Manhattan East, sirvió de sede de la empresa y la escuela oficial, que continuó durante muchos años después de que la compañía de ballet cerró y se convirtió en el hogar de la American Dance Machine.